# Yuzawa

Yuzawa (湯沢市 Yuzawa-shi?) este un municipiu din Japonia, prefectura Akita.